# デヴィッド・スロスビー
デヴィッド・スロスビー（David Throsby、1939年 -）は、オーストラリアの経済学者であり、特に文化経済学者としてよく知られている。

## 経歴
現在シドニーのマコーリー大学経済学部教授を務めている。博士号は、ロンドン・スクール・オブ・エコノミクスで取得した。国際文化経済学会（ACEI）元会長でもある。Journal of Cultural EconomicsやInternational Journal of Cultural Policyの編集委員を務めている。

## 研究内容・業績
著書『経済と文化』(Economics and Culture)は、日本語やフランス語を含む複数の言語に翻訳されている。JELに掲載された文化経済学の展望論文は、1994年の発表以来、盛んに引用されている。

## 主要著作
- Throsby, David & Glen Withers. The Economics of the Performing Arts, Edward Arnold (Australia) Pty Ltd, 1979, reprinted by Gregg Revivals, Hampshire, England, 1993.
- Throsby, David. “The Production and Consumption of the Arts: A View of Cultural Economics”, Journal of Economic Literature, Vol. XXXII, 1994, pp. 1-29.
- Throsby, David. Economics and Culture, Cambridge University Press, 2001.

### 日本語訳された著作
- 『文化経済学入門：創造性の探求から都市再生まで』日本経済新聞社、中谷武雄・後藤和子監訳 2002 年。